# بارتولومي كاماتشو زامبرانو
بارتولومي كاماتشو زامبرانو (بالإسبانية: Bartolomé Camacho Zambrano)‏ هو مستكشف إسباني، (ولد في فيلافرانكا دي لوس باروس في إسبانيا 1510 – القرن 16 م).